# Робін Гуд

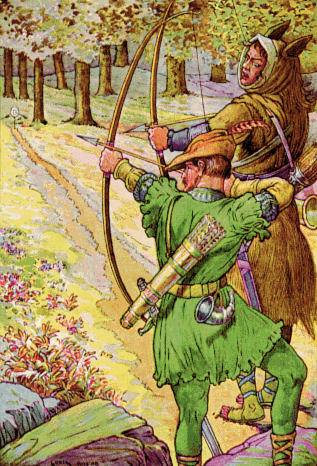
«Робін змагається у стрільбі з Гаєм Гісборн», художник Л. Рід

Робін Гуд (англ. Rob in Hood — Роб у каптурі) — герой середньовічних англійських народних балад, ватажок лісових розбійників, який за переказами діяв зі своєю ватагою в Шервудському лісі біля Ноттінгема і боровся за справедливість — грабував багатих лицарів і священиків, віддаючи здобич біднякам. Його вважають національним героєм Англії.
Він уособлював благородство, справедливість, був захисником слабких і знедолених. Спокійний, холоднокровний Робін Гуд із палаючим серцем став справжнім героєм для всього світу, про нього було знято багато кінофільмів і написано багато книг.

## Історія
Особистість прототипа цих балад і легенд не встановлена. Ймовірно, він жив на початку XV століття, під час правління короля Едуарда II, або навіть пізніше: в одній з балад з'являється королева Кетрін, яку іноді ототожнюють з Катериною Арагонською (1485—1536 роки). Проте, наразі найпопулярнішою є художня версія Вальтера Скотта, згідно з якою Робін жив у другій половині XII століття (тобто був сучасником Річарда Левине Серце і Іоанна Безземельного). На користь першої версії та проти версії Скотта говорить ряд історичних деталей: так, змагання зі стрільби з лука стали проводитися в Англії не раніше XIII століття.
Балади про Робін Гуда записано ще в XIV столітті, що зумовило порівняно невелику варіативність сюжетів. В одній з найповніших збірок англійських балад, яку опублікував Френсіс Чайл в XIX столітті, зібрано 40 творів про Робін Гуда.
За однією з версій, Робін був йоменом, тобто вільним ремісником або селянином, в інших версіях він постає несправедливо знедоленим аристократом. Батьківщиною Робіна Гуда називають селище Локслі, за назвою якого іноді називають і самого Робіна. Його лісова армія налічує кілька десятків вільних стрільців. Усі вони  відмінні лучники, сміливі, винахідливі й по-своєму шляхетні люди. Найпопулярнішими героями цього епосу поряд із самим Робін Гудом є його помічники: Маленький Джон (також Малюк Джон, Малятко Джон), Брат Тук, Вілл Скарлет (також Скарлок, Скедлок, Скетлок, Стютлі), Мач, син мірошника, і дружина Робіна — діва Меріан. Головними супротивниками розбійників є шериф Ноттінгемський, єпископ Герефордський і принц Джон.
Робін Гуд — один з небагатьох, поряд із королем Артуром, легендарних героїв англійських балад, які вийшли за рамки фольклору і стали важливою культурною реалією, — на основі балад про нього пишуть літературні твори, ставлять спектаклі, знімають численні фільми.

## Етимологія
Слово англ. hood означає «відлога», «каптур», і вказує на елемент одягу Робіна Гуда. З помилковою етимологією від англ. good — «добрий» пов'язано тільки схожим звучанням. Взагалі hood — це не тільки відлога, а й кілька інших подібних головних уборів — башлик, очіпок, клобук, шолом людський або кінський (головне, щоб він закривав / захищав всю голову). Робін Гуд та його ворог Гай Гісборн носять головні убори, які називають одним і тим же словом — відлога і лицарський шолом. Але у слова «hood» є й переносне значення — приховувати (накрити відлогою).
Слово англ. robin перекладають як «вільшанка», але можливо, що ім'я героя — результат переосмислення виразу «Rob in hood» — Роб (Роберт) (англ. rob, robber також означає «грабіжник») у відлозі. Так Робіна назвала Меріан, коли він виграв турнір лучників і проголосив її королевою турніру.
Обидва названих значення, hood-відлога і robin-вільшанка, обіграні в телесеріалі «Робін із Шервуда».
Відома також асоціація Робін Гуда з Робіном Добрим Малим (Паком).

## Подібні особи
Ім'я «Робін Гуд» стало загальним стосовно людей, які грабували багатих і віддавали здобич бідним, і через це були дуже популярними серед народу. В історії є особистості, які за життя здобули подібну славу:
- Сальваторе Джуліано (Ґільяно) (італ. Salvatore Giuliano) — сицилійський бандит і сепаратист, легендарний борець за незалежність Сицилії від Італії. Отримав величезну популярність на Сицилії за роздачу награбованого продовольства і грошей населенню. Один з головних героїв книги Маріо П'юзо «Сицилієць».
- В Україні подібну до Робін Гуда славу шляхетних розбійників мають Олекса Довбуш, Устим Кармелюк та кримський татарин Алім Айдамак.
- У Литві в XIX столітті народним месником, якого порівнювали з Робін Гудом, став Тадас Блінда.

## Образ Робіна Гуда в культурі

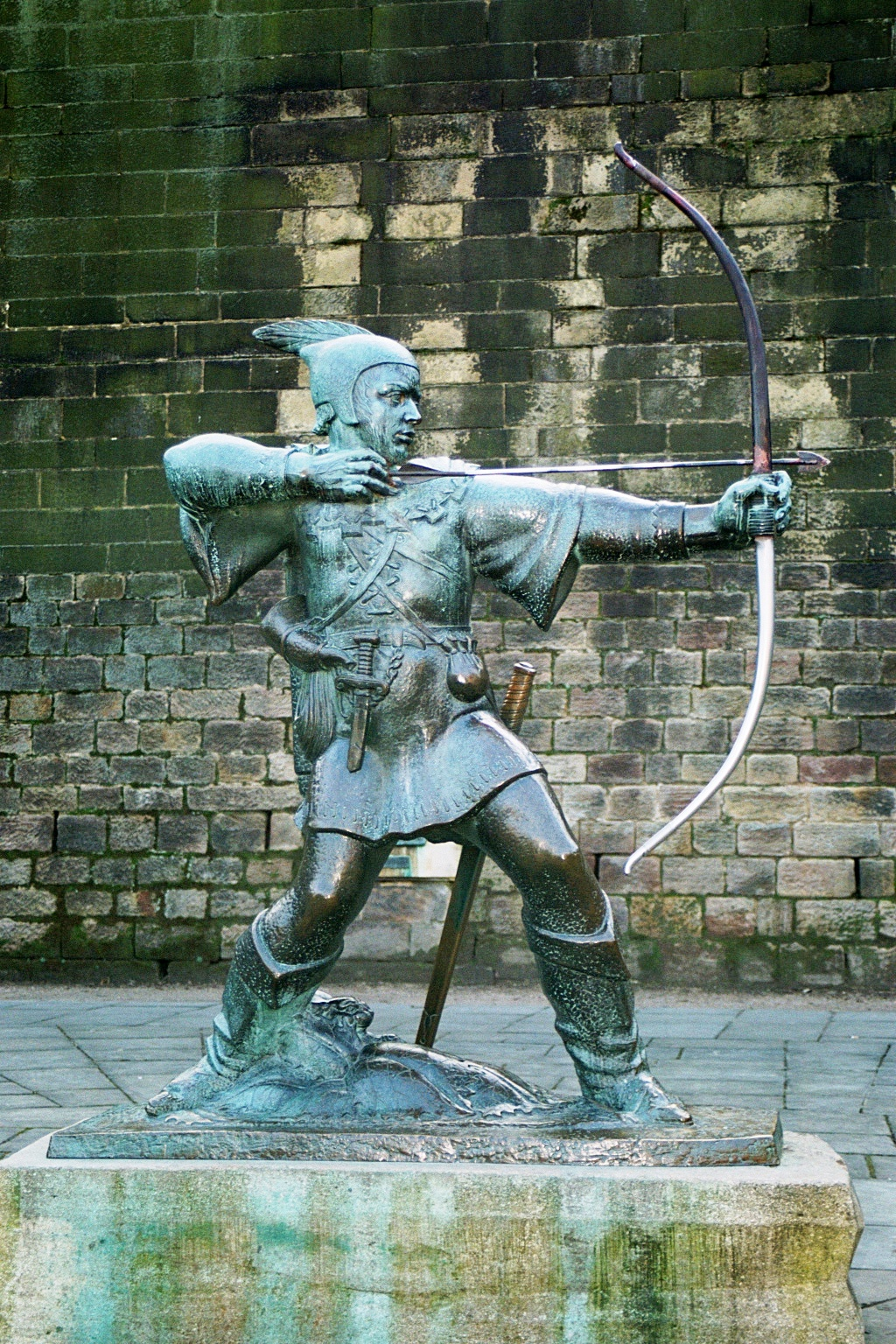
Пам'ятник Робіну Гуду

### Книжки
- Гершензон Михайло Абрамович «Робін Гуд».
- Леонід Філатов «Велика любов Робін Гуда».
- Дональд Енгус «Робін Гуд. Розбійник».
- А. Дюма «Робін Гуд — король розбійників».
- А. Дюма «Робін Гуд у вигнанні».
- Олена Хаєцький (під псевдонімом Меделайн Сіммонс) «Меч і Веселка».
- Софія Радзієвська «Тисячолітня ніч».
- Діана Кінг «Робін Гуд»
- Ірина Токмакова «Робін Гуд»
- Ескот Лін «Робін Гуд і його веселі друзі»
- Ірина Ізмайлова  «Робін Гуд»
- Ганна Овчиннікова «Друг і лейтенант Робіна Гуда» (книга в жанрі історичного фентезі про нашого сучасника, який волею випадку опинився в середньовічній Англії і став вірним соратником Робіна Гуда, відомим згодом як Маленький Джон).
- Ч. Вільсон, Дж. Макспедден «Робін Гуд»
- Семен Заяіцьком «Робін Гуд — лісовий розбійник» (театральна п'єса)
- Джефрі Тріз «Стріли проти баронів»
- Крім того, Робін Гуд є одним з героїв роману «Айвенго», автор якого Вальтер Скотт

### Фільми
- «Пригоди Робіна Гуда» (The Adventures of Robin Hood) (1938), кольоровий костюмований кінофільм, три премії «Оскар» і одна номінація; у головній ролі — Еррол Флінн.
- Багатосерійний мультфільм «Rocket Robin Hood» (1967). Дія відбувається в 3000 році на Шервудському астероїді, де Робін Гуд і його банда «веселих космонавтів» борються проти злого шерифа.
- Радянський ляльковий мультфільм «Відважний Робін Гуд» (1970), в якому прозвучала пісня М. Зіва на вірші Євгена Аграновича («відбулося в гущавині чаклуни над Робін Гудом диво …»).
- «Мультфільм „Робін Гуд“» (1973), створений студією Діснея, переказує традиційні легенди про Робіна Гуда з антропоморфними тваринами в ролі дійових осіб (Робін Гуд і його кохана Меріан — лисиці, Маленький Джон — ведмідь, шериф Ноттінгемський — вовк, принц Джон — облізлий лев тощо).
- «Робін і Меріан» (1976), історичний фільм, в ролі Робіна — Шон Коннері, в ролі Меріан — Одрі Гепберн; в радянському кінопрокаті фільм йшов під назвою «Повернення Робін Гуда».
- «Стріли Робін Гуда» (1975), радянський історичний фільм, в ролі Робіна — Борис Хмельницький.
- «Стріла Робін Гуда» — п'єса С. Прокоф'євої та І. Токмакової, поставлена в 1981 в Центральному театрі Радянської Армії (реж. Сергій Арцибашев і Олександр Бурдонський, Робін Гуд — Микола Сахаров, Сер Гай Гісборн — Олександр Балуєв). У 1984 році режисером Марієттою Муат спектакль знятий для телебачення (ТО «Екран»).
- «Балада про доблесного лицаря Айвенго» (СРСР, 1983). У ролі Робіна — Борис Хмельницький.
- Телевізійний серіал «Робін з Шервуда» (1983–1985) — містика, фентезі, історія. У головній ролі — Майкл Прейд. У третьому сезоні виконавця головної ролі замінив Джейсон Коннері.
- «Пригоди Робін Гуда» (англ. Robin Hood no Daibouken) — аніме-мультфільм 1990 року.
- «Робін Гуд, Принц Злодіїв» (1991) — історичний бойовик з Кевіном Костнером в ролі Робіна.
- «Нові пригоди Робін Гуда» / The New Adventures of Robin Good — австралійський мультсеріал.
- «Нові пригоди Робін Гуда» / The New Adventures of Robin Hood — серіал (1997—1999), в ролі Робін Гуда — Меттью Порретта.
- «Робін Гуд: Чоловіки в трико» (1993) — комедійна пародія Мела Брукса
- «Принцеса злодіїв» (2001) — історія доньки Робіна, в головній ролі — Кіра Найтлі.
- Телевізійний серіал «Робін Гуд» (2006 рік, 3 сезон), знятий телекомпанією ВВС. У ролі Робіна — Джонас Армстронг
- Кінофільм «Робін Гуд» (2010 рік) режисера Рідлі Скотта, в головній ролі Рассел Кроу.
- «Розгадка таємниць історії з Оллі Стідсом. 8-й епізод. Робін Гуд» (англ. Solving History with Olly Steeds. Robin Hood) — документальний фільм, знятий Discovery в 2010.

### Комп'ютерні ігри
- Robin of the Wood (1985).
- Super Robin Hood (1985) — бойовик.
- Defender of the Crown (1986) — гра, що оповідає про громадянську війну в Англії. У ній Робін Гуд — союзник гравця в справі об'єднання держави.
- Robin Hood: The Legend of Sherwood (2002) — тактична гра, схожа на Commandos.
- Robin Hood: Defender of the Crown (2003) — гра, що оповідає про боротьбу Робіна Гуда з принцом Джоном за трон, заради справжнього короля. Гра містить у собі елементи аркади, стратегії, шутера. Є рімейком гри 1986 року.
- У стратегії Age of Empires II є герої Робін Гуд, Тук і Шериф Ноттінгемський. У ній також є карти «Шервудський ліс» і «Герої Шервуда».

### Пісні
- В. Висоцький, «Балада про вільних стрільців»
- «Робін Гуд і кушнір» (Robin Hood and the Tanner, переклад Юрія Іванова), група Sherwood, альбом / joomla/content/view/177/27 / Лукава Джоанна, лейбл Перехрестя, 2010
- Група Кар-Мен «Робін Гуд»

### Додатково
- У 14 серії 7 сезону серіалу «Всі жінки відьми» екс-демон Дрейк під впливом заклинання думає, що він Робін Гуд. У цій же серії спародійовано деякі сцени з історії Робіна Гуда.
- У мультсеріалі «Transformers: Animated» один з негативних персонажів, Детройтський злодій на прізвисько «Грізний Лучник», одягається на кшталт Робіна Гуда і використовує лук і стріли як зброю.
- У телевізійному серіалі «Стріла» Олівер Квін — один з головних персонажів, зіграний актором Стівеном Амеллом, представлений як «сучасний» Робін Гуд: носить зелений шкіряний одяг, закриває голову зеленою відлогою і вправний у використанні стрілецької зброї (в аспекті часових рамок серіалу — високотехнологічними арбалетами і луками).
- У романі «Айвенго» Робін Гуд також згадується під ім'ям Локслі (фігурує, як ватажок йоменів).
- На честь персонажу назвали астероїд 18932 Робінгуд[1].
- У серіалі Джессі (Jessie[en]) у 1 серії 2 сезону Раві перевдягається на Хеллоуін у Робіна Гуда, але його варан місіс Кіплінг теж перевдягнулась у цей костюм. Він їй говорить, щоб вона перевдягнулась у костюм діви Меріан, але вона не хоче.
- У серіалі «Доктор Хто» у 3 серії 8 сезону з'являється Робін Гуд. Головну роль зіграв Том Райлі.